# François de Clermont-Tonnerre (évêque)
Pour les articles homonymes, voir Clermont-Tonnerre.
François de Clermont-Tonnerre, comte de Noyon, né vers 1629 et mort le 15 février 1701, est un évêque français, pair de France et conseiller d'État.

## Biographie
Fils cadet du comte François de Clermont-Tonnerre (1601-1679) et de Marie Vignier de Saint-Liebaut, il est reçu docteur en Sorbonne après des études chez les jésuites. Il est nommé évêque de Noyon en 1661 et consacré par François de Harlay de Champvallon alors archevêque de Rouen. Il est élu membre de l'Académie française en 1694 pour l'amusement du roi, et préside l'assemblée du clergé en 1695.
Il est l'auteur de plusieurs publications religieuses, dont une Règle de saint Benoît parue en 1687. Au moment de sa mort, il travaillait sur un Commentaire mystique et moral sur l'Ancien Testament qui ne parut jamais.
Selon un historien de l'Académie « Ce prélat, est presque uniquement connu par la haute idée qu'on l'accuse d'avoir eue de sa noblesse, dont personne ne contestait l'éclat, et de son mérite, qu'il croyait, dit-on, égal à sa noblesse ». Et il note que D'Alembert a rapporté de lui quelques beaux gestes et traits d'esprit, dont celui-ci : « C'est lui qui fit cette jolie réponse à Louis XIV, qui lui représentait un soir que son grand âge le dispensait d'assister à son coucher : « Sire, le cœur ne vieillit point. » »
« M. de Noyon » apparaît épisodiquement comme un personnage comique des Mémoires de Saint-Simon. Saint-Simon relate l'épisode d'un discours moquant l'orgueil aveugle de l'évêque-comte, donné à l'Académie française par l'abbé de Caumartin, abbé qui soucieux de ne pas outrepasser la bienséance présentant au préalable le discours à Clermont-Tonnerre lui-même l'avait vu non seulement en approuver mais augmenter les éloges. Diverses anecdotes sur sa vanité « peu épiscopale » témoignent du personnage ridicule que représentait M. de Noyon pour ses contemporains, image que des commentateurs futurs tachèrent de modérer en soulignant sa générosité,.